# Нижнеарманск
Нижнеарманск — упразднённый посёлок на территории Ольского городского округа Магаданской области России. Сейчас — урочище Нижнеарманск.

## География
Нижнеарманск находился на северном берегу Амахтонского залива Охотского моря, в устье реки Речки, впадающей в Тауйскую губу.
Высота Нижнеарманска над уровнем моря составляет 7,3 м.